# Bill Scott
Bill Scott, född 8 februari 1952, är en friidrottare från Australien. Han deltog vid olympiska sommarspelen 1980.